# Johann Adolf Nasser
Johann Adolf Nasser (* 21. Februar 1753 in Kiel; † 10. Dezember 1828 ebenda) war ein außerordentlicher Professor für Philosophie, klassische und deutsche Literatur, Archäologie und Kunst an der Universität Kiel.

## Leben
Johann Adolf Nasser war ein Sohn des Kammerkopisten Johann Leopold Nasser und dessen Ehefrau Margarethe Elisabeth, geborene Söhnlein. Er ging auf die Kieler Gelehrtenschule und studierte an der dortigen Universität. Zu seinen Lehrern gehörte Christian Cay Lorenz Hirschfeld. Im Alter von 21 Jahren legte er das theologische Examen ab und arbeitete danach 21 Jahre als Privatlehrer und Erzieher des Sohnes von Dr. Gondela, der ein Leibarzt des Fürstbischofs August Friedrich von Schleswig-Holstein-Gottorf war. Der Unterricht erfolgte anfangs in Eutin, zu Studienzeiten in Kiel und Göttingen. Danach reiste er mit seinem Schüler ein halbes Jahr und schrieb während dieser Zeit 1785 „Neue Beiträge zur Lectüre für junge Leute“.
Während seiner Zeit in Eutin hielt Nasser oftmals Gottesdienste und erweckte damit die Aufmerksamkeit des Fürstbischofs. Aus diesem Grund hätte Nasser gute Möglichkeiten gehabt, eine absehbar vakante Pfarrstelle zu erhalten. Er promovierte stattdessen 1788 an der Kieler Universität zum Dr. phil. Er arbeitete danach als Privatdozent und wurde am 14. August 1789 zum außerordentlichen Professor für klassische und deutsche Literatur, Archäologie und Kunst ernannt, erhielt jedoch erst ab 1791 ein festes Gehalt.
Nasser heiratete am 30. September 1792 Catharina Magdalena Matthiesen († 1848 in Kiel), deren Vater ein königlicher Justizrat in Altona war. Die Ehe blieb kinderlos.

## Wirken als Hochschullehrer
Zu Nassers Zeit an der Philosophischen Fakultät der Kieler Universität existierte noch kein festes, zielgerichtetes Studienangebot. Daher unterrichtete Nasser ein breites Themenfeld. Ein Philologisches Seminar zur Ausbildung für den höheren Schuldienst entstand erst 1810. Dieses setzte sich zum Ziel, möglichst universell einsetzbare Pädagogen mit einem Schwerpunkt auf Alte Sprachen auszubilden. Nassers Vorlesungen wurden von Studenten aller Fakultäten besucht. Da er sich zahlreichen Fachgebieten annahm, musste er wissenschaftliche Vertiefungen zurückstellen, konnte jedoch trotzdem viel erreichen.
Nassers gab regelmäßig Kollegs über lateinische Literatur. 1794 veröffentlichte er hierfür das Hilfsbuch „Catulli, Horatii aliorumque veterum poetarum Latina carmina selecta“ und ein Jahr später „Lyrische Gedichte aus dem Lateinischen übersetzt. Ein Versuch für seine Zuhörer“. 1810 übersetzte er die „Satyrische Anthologie aus römischen Dichtern“ von Persius und 1826 „Horaz' Epistel an die Pisonen“. Als Philologe arbeitete er wenig fachwissenschaftlich. Er wollte primär seinen ungenügend vorgebildeten Zuhörern zu einem angemessenen Bildungsniveau verhelfen. Diese Aufgabe übernahm später die Oberstufe des Humboldtschen Gymnasiums.
Nassers Frau hatte ein großes Vermögen in die Ehe mit eingebracht, mit dem er eine wertvolle Kupferstichsammlung zusammenstellte. Die Kupferstiche nutzte er bei Vorlesungen über Archäologie und Kunstgeschichte. Der Archäologe Otto Jahn sagte, dass die Lehrveranstaltungen „wenig mehr [waren] als eine Vorbereitung für Leute vom Stande, die auf Reisen und in guter Gesellschaft auch von alter Kunst Notiz nehmen mochten“.
Nasser unterrichtete auch deutsche Literatur. Erich Hofmann bezeichnete ihn als ersten „Vorläufer der Literaturwissenschaft“ in Kiel. In seinen Vorlesungen behandelte er die Geschichte der deutschen Dichtkunst. 1798/1800 gab er die „Vorlesungen über die Geschichte der deutschen Poesie“ in gedruckter Form heraus. 1827 veröffentlichte er Schwänke von Hans Sachs mitsamt Worterklärungen. Er arbeitete auch einer Ausgabe des „Narrenschiffes“ von Sebastian Brant, konnte die zur Subskription gedachten Texte jedoch nicht fertigstellen.
1797 bat Nasser die Königliche Deutsche Kanzlei in Kopenhagen, sein Gehalt zu Erhöhungen und ihn zum ordentlichen Professor zu machen. Er erhielt danach höhere Bezüge, wurde jedoch kein Ordinarius.

## Nachlass
Nach seinem Tod hatte Nassers Witwe finanzielle Probleme. Sie bot daher der Kieler Universität die Kupferstichsammlung deutlich unter Wert an. Das Konsistorium der Universität unterstützte ihr Bestreben, die Regierung lehnte es hingegen ab. Drei Jahre später im Jahr 1843  entstand das „Kunstmuseum“, das über Exponate verfügte, die Nassers Kupferstiche im Unterricht obsolet machten.